# Frederik Gerard van Dijk
Frederik Gerard van Dijk (ur. 31 października 1905 w Huins w gminie Leeuwarden, zm. 7 września 1994 w Wassenaar) – holenderski polityk, urzędnik państwowy i prawnik, deputowany krajowy i europejski.

## Życiorys
Syn duchownego protestanckiego Wilhelma i Johanny z domu Merz, spędził większość dzieciństwa w Holenderskich Indiach Wschodnich. W 1931 ukończył prawo na Uniwersytecie Amsterdamskim, działając w organizacjach studenckich. Początkowo praktykował jako prawnik. W 1934 przeszedł do pracy w ministerstwie rolnictwa, rybołówstwa i żywności, w którym pozostał do 1963. Zajmował stanowiska dyrektora departamentów odpowiedzialnych za kontrolę techniczną i zaopatrzenie w żywność.
Związał się z Partią Ludową na rzecz Wolności i Demokracji. Z jej ramienia pełnił funkcję deputowanego Tweede Kamer w latach 1956–1963, był oddelegowany do Parlamentu Europejskiego (1959–1963) i Zgromadzenia Międzyparlamentarnego Beneluksu. W późniejszych latach działał jako lobbysta, kierował też komisją ds. produktów mięsnych.